# Головне управління морально-психологічного забезпечення Збройних Сил України

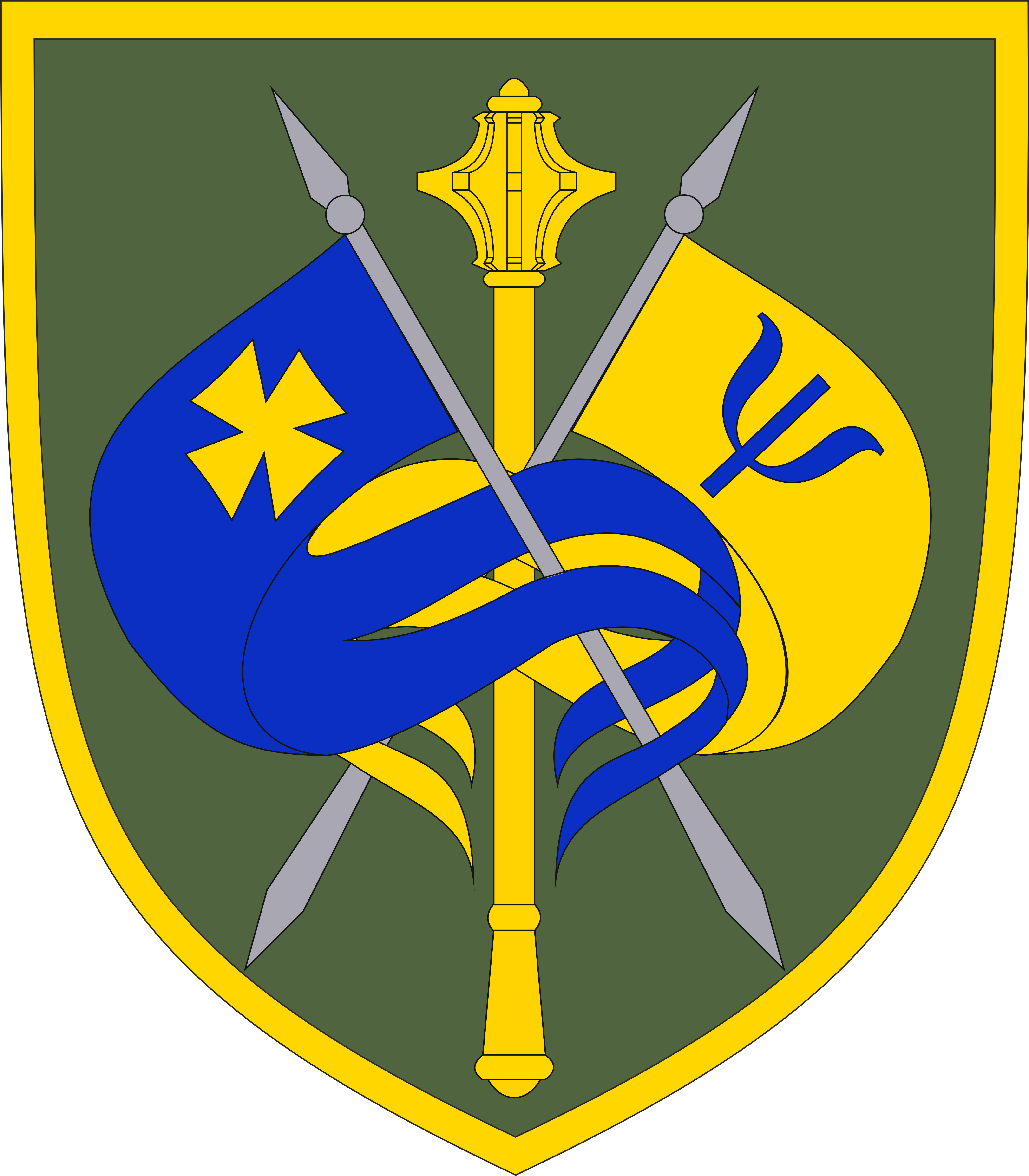
Головне управління морально-психологічного забезпечення Збройних Сил України

Головне управління морально-психологічного забезпечення Збройних Сил України (скорочена назва ГУ МПЗ ЗСУ, далі — Головне управління МПЗ) є органом військового управління і призначене для забезпечення роботи Головнокомандувача Збройних Сил України з керівництва морально-психологічним забезпеченням, а також організації заходів, спрямованих на реалізацію соціальних і правових гарантій військовослужбовців, членів їх сімей, працівників Збройних Сил України (далі — ЗС України).

## Законодавчий статус
Головне управління МПЗ у своїй діяльності керується Конституцією та законами України, актами Президента України та Кабінету Міністрів України, іншими актами законодавства України, директивами і наказами Міністерства оборони України, Головнокомандувача ЗС України, Генерального штабу ЗС України.

## Керівництво

### Начальник
- 2021—2024: генерал-майор Клочков Владислав Вікторович

### Апарат
- Перший заступник начальника — полковник Яцентюк Володимир Миколайович

## Основні завдання
- організація та здійснення керівництва морально-психологічним забезпеченням підготовки та застосування ЗС України;
- участь у здійсненні заходів, спрямованих на реалізацію соціальних і правових гарантій військовослужбовців та членів їх сімей, працівників ЗС України, керівництво соціальним супроводом у ЗС України;
- здійснення керівництва безпосередньо підпорядкованими установами, закладами.

## Функції
- планування та організацію заходів морально-психологічного забезпечення підготовки та застосування ЗС України, інших складових сил оборони;
- оцінювання, аналіз морально-психологічного стану особового складу ЗС України та прогнозування динаміки його змін, розробляє комплекс заходів управлінського, організаційного, соціального та психолого-педагогічного характеру, спрямованих на підвищення його рівня;
- планування, організацію та контроль за проведенням заходів психологічного супроводу бойової (службової) діяльності ЗС України, методичне супроводження заходів психологічного психодіагностування, психологічної допомоги та психологічної реабілітації військовослужбовців;
- планування, організацію та здійснення методичного забезпечення (розроблення стандартів) та контроль за впровадженням заходів психологічної підготовки в загальній системі підготовки ЗС України;
- планування та організацію внутрішньо-комунікаційної роботи з особовим складом ЗС України, а також участь в організації заходів інформаційного супроводу діяльності військ (сил);
- організацію національно-патріотичної роботи з особовим складом ЗС України;
- визначення потреби та організацію забезпечення ЗС України технічними засобами пропаганди, послугами поліграфії, телерадіомовлення, культури та психологічної реабілітації;
- організацію роботи органів військового управління щодо соціального і правового захисту військовослужбовців, військовозобов'язаних та резервістів, які призвані на збори, членів їхніх сімей та працівників ЗС України;
- організацію соціального супроводу військової служби у Збройних Силах України, удосконалення в межах компетенції роботи з сім'ями військовослужбовців;
- формування і виконання бюджетної підпрограми 2101020/12 «Морально-психологічне забезпечення», складання, супроводження, виконання бюджету Міністерства оборони України, звітування про його виконання, здійснення в межах повноважень оцінки ефективності бюджетної підпрограми результативних показників, виконання заходів Плану утримання та розвитку ЗС України, ефективне та цільове використання фінансового ресурсу;